# Варгас, Альберто
Хоакин Альберто Варгас-и-Чавес (исп. Joaquin Alberto Vargas y Chávez; 9 февраля 1896, Арекипа — 30 декабря 1982, Лос-Анджелес) — американский художник перуанского происхождения, рисовавший полуобнажённых игривых девушек пинап. Часто его считают одним из наиболее знаменитых художников в стиле пинап. Многочисленные картины Варгаса продавались и до сих пор продаются за сотни тысяч долларов США.

## Биография
Уроженец Арекипы (Перу), Альберто Варгас в двадцатилетнем возрасте в 1916 году эмигрировал в США после изучения искусства в Цюрихе и Женеве перед началом Первой мировой войны. Когда Варгас учился в Европе, ему попал в руки французский журнал La Vie Parisienne («Парижская жизнь») с обложкой работы Рафаэля Кирхнера, которая, по его словам, оказала на его творчество огромное влияние. Альберто Варгас был сыном известного перуанского фотографа Макса Варгаса (Max T. Vargas).
Первое время в Нью-Йорке Варгас работал художником ревю «Безумства Зигфелда» и многих голливудских киностудий. Зигфельд повесил его картину, изображавшую Олив Томас, в театре, и она считалась одной из самых первых «девушек Варгаса». Самой известной работой Варгаса в кинематографии стала афиша для кинофильма 1933 года «Грех Норы Моран», на которой изображена полуобнажённая Зита Йоганн в позе отчаяния. Эту афишу часто называют одной из величайших киноафиш в истории.

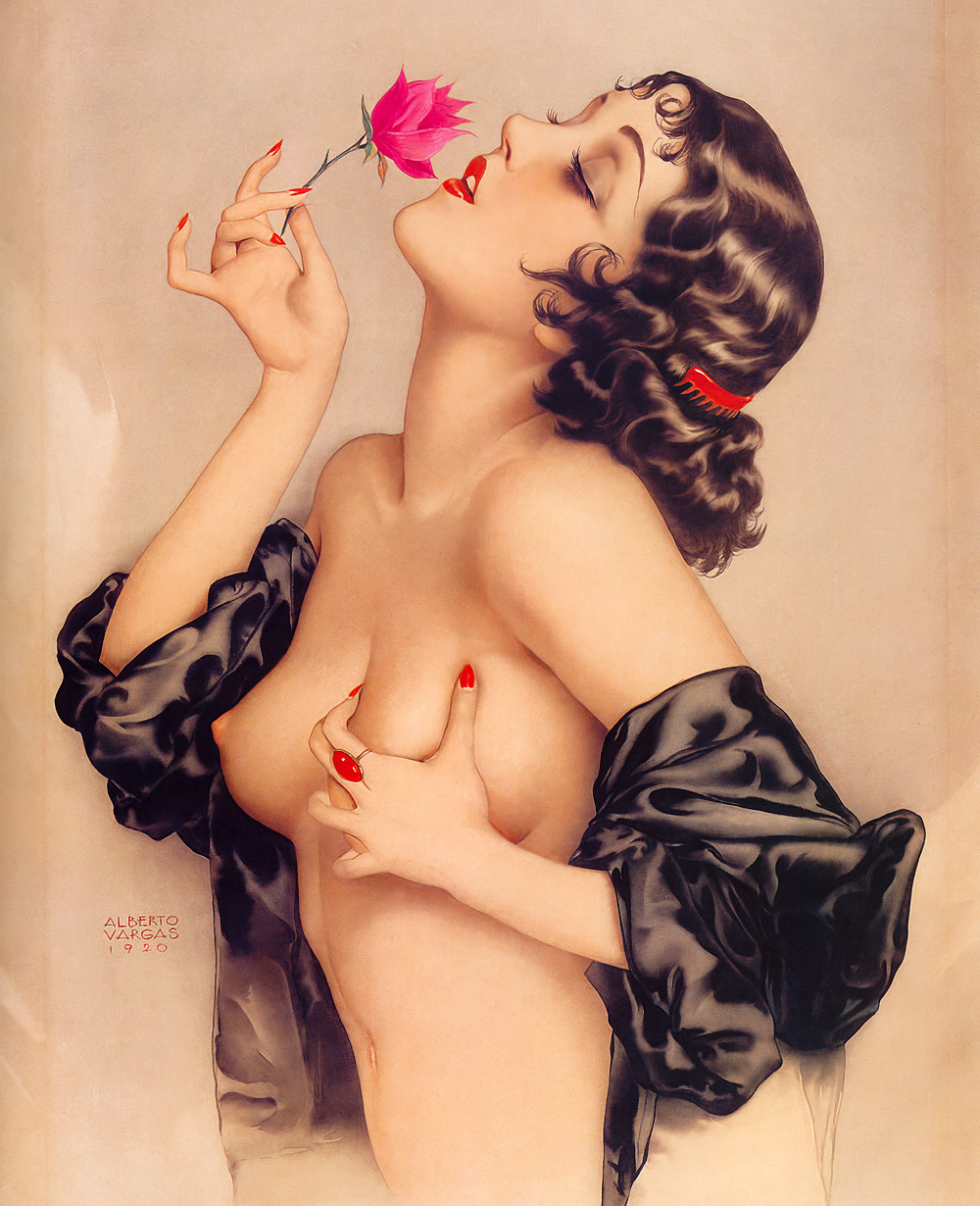
«Воспоминания Олив» (1920)

Художник получил широкую известность в 1940-е годы как автор канонических пинапов периода Второй мировой войны для журнала Esquire, так называемых «девушек Варгаса» (’’Vargas Girls’’). Рисунки на фюзеляжах (nose art) многих военных самолётов американцев и союзников времён Второй мировой войны были вдохновлены пинапами из журнала Esquire, а также пинапами Джорджа Петти и других художников.
«Девушки Варгаса» стали поводом для судебного иска против издания. Между Почтовой службой США и журналом Esquire с 1943 по 1946 год шла тяжба Ханнеган против «Esquire Inc.» Почтовое ведомство хотело добиться либо запрета подобных изображений на обложках журнала, либо перевода издания в дорогостоящую почтовую рассыльную категорию. «Девушки Варгаса» и прочие пинап-картины Esquire по результатам тяжбы были признаны судом не нарушающими общественную мораль. Esquire победил в этом судебном разбирательстве.
В 2004 году Хью Хефнер, учредитель и главный редактор журнала Playboy, ранее работавший в журнале Esquire, писал:
Почтовое ведомство США попыталось разорить Esquire в 1940-е, отобрав у него разрешение на рассылку почтой второго класса. Особенно федералы возражали против карикатур и пинапов Альберто Варгаса. Esquire выиграл судебное дело, которое дошло до Верховного суда, но журнал на всякий случай отказался от карикатур.
Художник испытывал затруднения финансового характера до 1960-х годов, когда журнал Playboy начал использовать его работы, называя эти изображения «девушками Варгаса». После того как Альберто Варгас начал сотрудничать с новым изданием, журнал Esquire заявил свои права на бренд «Varga». Судебный спор с журналом Esquire по поводу использования имени «Varga» (Варга) был Варгасом проигран. Впрочем, Playboy называл работы художника «Vargas Girls», что оставило их легкоузнаваемыми. Альберто Варгас стал успешным художником, крупные выставки его картин проходили по всему миру.
Художественные работы Варгаса, картины и цветные рисунки, периодически публиковались в некоторых выпусках журнала Playboy в 1960-е и 1970-е годы.
Смерть супруги Анны Мей (Anna Mae) в 1974 году потрясла художника, и он перестал рисовать. Анна Мей была его моделью и бизнес-менеджером, его музой во всех отношениях. Издание его автобиографии в 1978 году возродило интерес к его работам и частично вывело художника из добровольного отказа от творчества. Варгас выполнил несколько новых работ, таких как обложки к альбомам рок-группы The Cars («Candy-O», 1979) и певицы Бернадетт Питерс («Bernardette Peters», 1980; «Now Playing», 1981). Альберто Варгас скончался в результате инсульта 30 декабря 1982 года в возрасте 86 лет.
Многие работы Варгаса периода его сотрудничества с журналом Esquire в настоящее время хранятся в Художественном музее им. Х. Ф. Спенсер (Spencer Museum of Art) при Канзасском университете. Музей получил эти картины в 1980 году вместе с большим корпусом других произведений искусства в дар от журнала.
В декабре 2003 года на аукционе «Кристис» при распродаже архивов журнала Playboy картина Варгаса 1967 года «Trick or Treat» была продана за 71 600 долларов США.

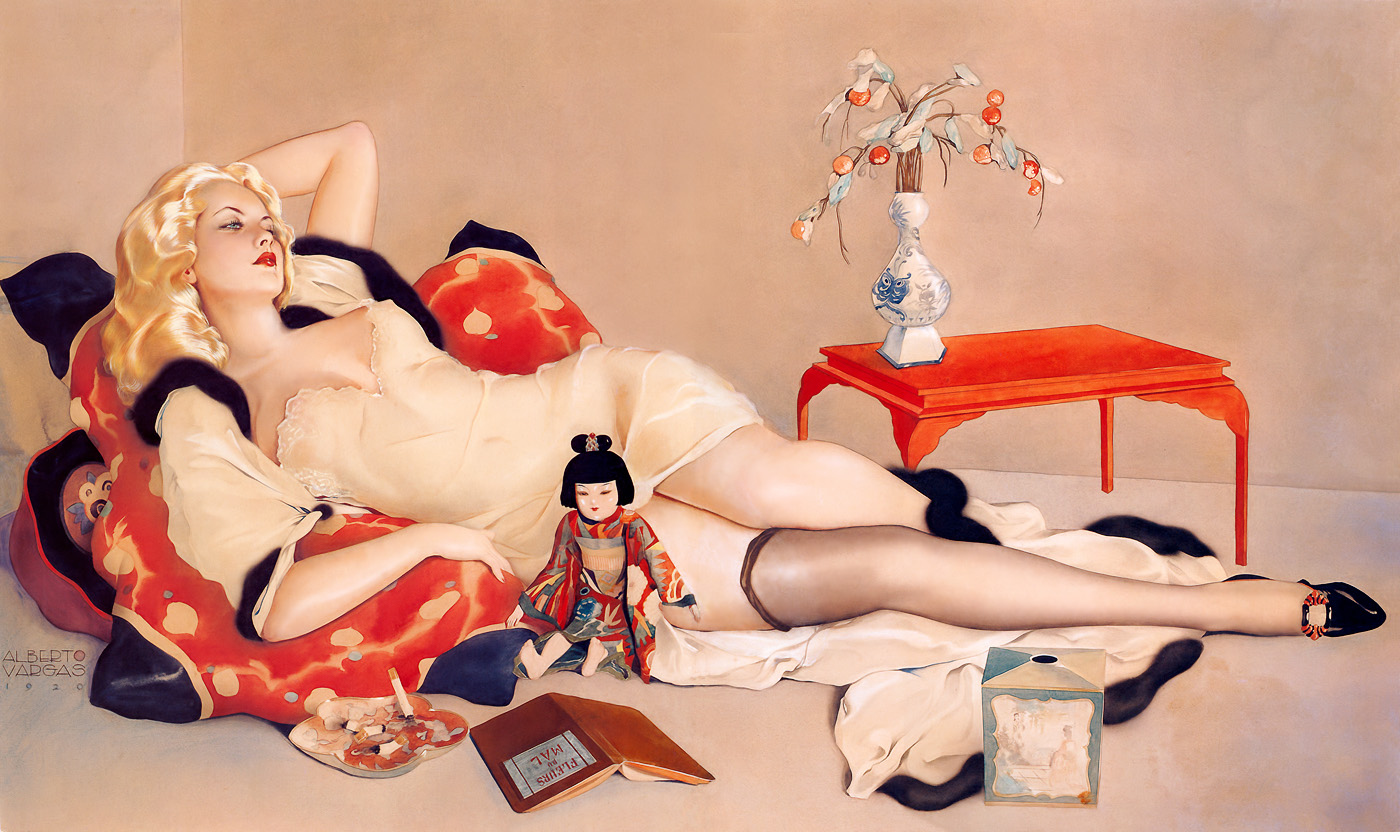
Картина «Fleurs du mal» («Цветы зла»), 1920 год

Свои работы художник обычно выполнял в смешанной технике акварели и аэрографа. Мастерское владение им аэрографом нашло подтверждение в учреждении премии имени Варгаса (Vargas Award), ежегодно присуждаемой журналом Airbrush Action Magazine. Несмотря на то, что ему всегда позировали натурщицы, художник часто изображал элегантно одетых, полуобнажённых и обнажённых женщин идеализированных пропорций. Характерной чертой художественной манеры Варгаса могут быть тонкие пальцы на руках и ногах с ногтями зачастую красного цвета.
Варгас считается одним из лучших художников своего жанра. Также он судил конкурсы красоты «Мисс Вселенная» в 1956—1958 годах.
Среди известных женщин, изображённых Варгасом: Олив Томас, Билли Берк, Нита Нальди, Мэрилин Миллер, Полетт Годдар, Бернадетт Питерс, Айриш Макколла (Irish McCalla) и Рут Эттинг.